# Saint-Goussaud
Saint-Goussaud település Franciaországban, Creuse megyében. Lakosainak száma 160 fő (2022. január 1.). Saint-Goussaud Arrènes, Châtelus-le-Marcheix, Les Billanges, Jabreilles-les-Bordes és Laurière községekkel határos.

## Népesség
A település népessége az elmúlt években az alábbi módon változott:
| Lakosok száma | 353  | 271  | 238  | 210  | 182  | 163  | 162  | 165  | 166  | 160  |
|               | 1968 | 1982 | 1990 | 2006 | 2013 | 2015 | 2017 | 2019 | 2020 | 2022 |